# St. Cosmas und Damian (Bödefeld)

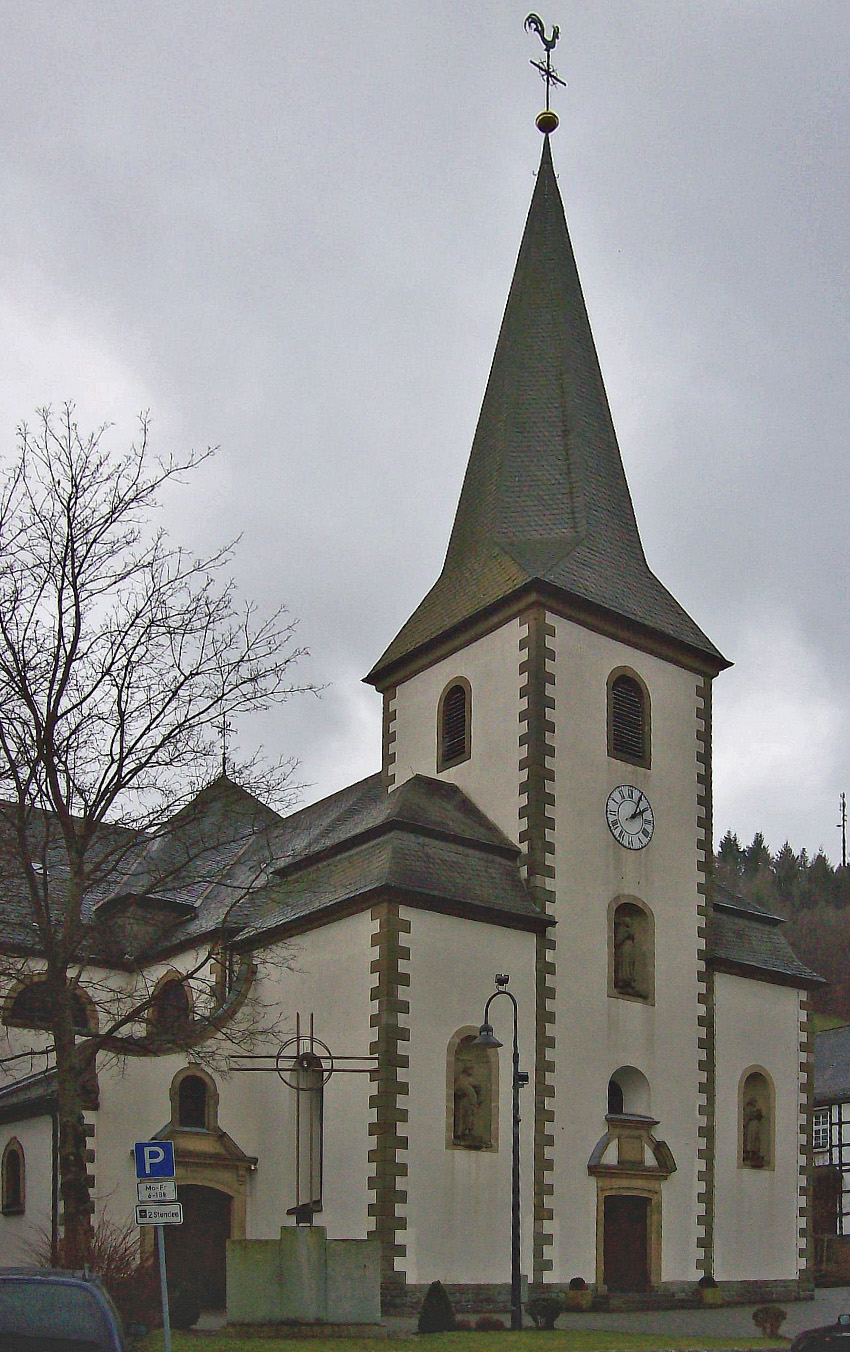
St. Cosmas und Damian

Die römisch-katholische Pfarrkirche St. Cosmas und Damian ist denkmalgeschütztes Kirchengebäude in Bödefeld, einem Ortsteil der Stadt Schmallenberg im Hochsauerlandkreis, Nordrhein-Westfalen.

## Geschichte und Architektur
Eine Kirche wurde zum Ende des 11. Jahrhunderts als Teil des Klosters Grafschaft urkundlich erwähnt. Die erste Kirche wurde 1723 als einschiffiges, fünfhochiges Gebäude mit im 3/8 Schluss errichtet. Die Sakristei an der Nordostseite war sechseckig. In den Seitenschiffen und im Hauptschiff des dreischiffigen Westgebäudes befanden sich rundbogige Nischen, in denen Figuren standen. Die Wände des Schiffes waren durch Strebepfeiler gegliedert.
Von der Kirche des 18. Jahrhunderts ist nur der dreiteilige Westbau von 1723 sowie der Mittelturm von 1750 erhalten. Ein neubarocker Zentralbau wurde von 1910 bis 1911 nach Plänen von Joseph Buschkremer errichtet. Die Seitenbauten sind mit Mansarddächern gedeckt. Die Fassade ist durch Eckverzahnung gegliedert. In den gewölbten Seitenräumen befinden sich halbrunde Wandnischen. Der Entwurf in Form eines Oktogons stammt von Joseph Buchkremer aus Aachen. Auf Wandkonsolen und Unterzügen, die von Rundpfeilern getragen werden, ruhen kuppelige Rippengewölbe.

## Ausstattung
- Der Hochaltar und die Kanzel von 1724 stammen aus der Werkstatt von Peter Sasse. Sie sind mit gewundenen Säulen und Figuren geschmückt.
- Die Seitenaltäre wurden 1751 aufgebaut.
- Kommunionbank von 1757 mit Ergänzungen von 1911
- Verschiedene Plastiken wurden von 1751 bis 1754 geschnitzt.
- Das Vesperbild wurde 1732 geschaffen
- Drei Bronzeglocken mit den Tönen g′, b′ und c″
- Auferstandener Christus von 1732[4]

## Trivia
In einer Nische im Turm wird die „Schwarze Hand“ gezeigt. Sie ist die mumifizierte rechte Hand eines Mädchens, die bei Bauarbeiten an der Kirche 1722 gefunden wurde. Um die „Schwarze Hand“ ranken sich mehrere Legenden.

## Historische Ansichten

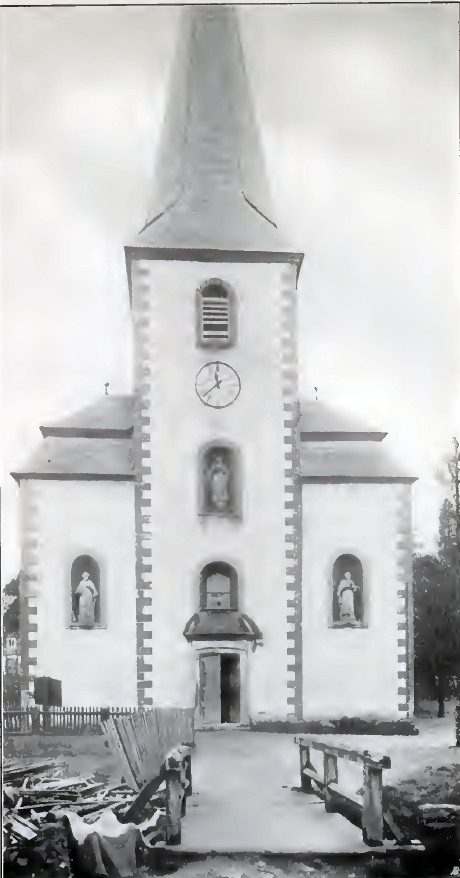
Westansicht vor 1908
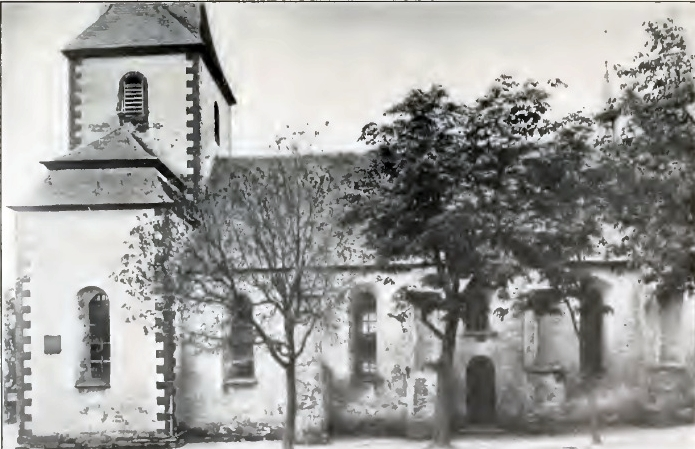
Südansicht vor 1908
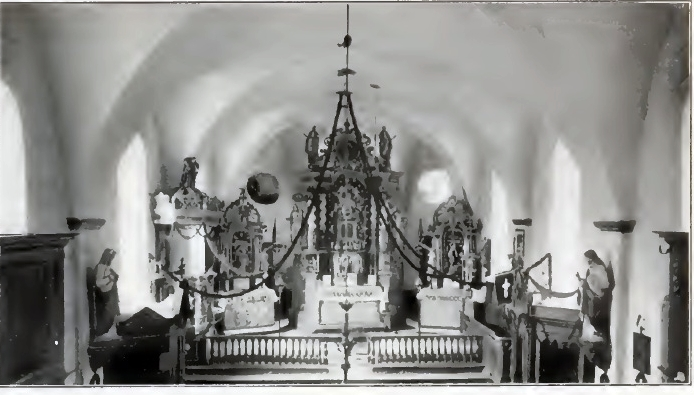
Innenansicht vor 1908